# ماساكي ميورا
ماساكي ميورا (باليابانية: 三浦 雅樹) (4 أبريل 1986 في كاناغاوا في اليابان – )؛ هو لاعب كرة قدم كان يلعب كلاعب وسط.

## وصلات خارجية
- ماساكي ميورا على موقع قاعدة بيانات كرة القدم.إي يو (الإنجليزية)